# Volume Two (album de Soft Machine)
Albums de Soft Machine
The Soft Machine
(1968) Third
(1970)
Volume Two est le deuxième album studio album de Soft Machine, sorti en septembre 1969.

## Historique de l'album
Quand Robert Wyatt revient à Londres en novembre 1968, il reçoit un appel inattendu de P.J. Probe. Ce dernier lui dit que sa compagnie a adoré le premier album de Soft Machine et leur demande d'enregistrer le deuxième qu'ils doivent toujours par contrat à Probe. Wyatt lui dit que le groupe s'est séparé et Probe lui demande de le reformer pour honorer la fin de leur contrat des deux albums. Wyatt contacte sans grand plaisir Mike Ratledge pour lui annoncer la nouvelle. Tout comme Wyatt, Ratledge n'est pas très enclin à l'idée de poursuivre avec  Soft Machine. Toutefois, les deux musiciens sont motivés par la sortie du premier album du groupe. Malheureusement Kevin Ayers leur bassiste, a décidé de quitter le groupe et personne ne réussit à retrouver sa trace à ce moment. Finalement, ils décident de prendre Hugh Hopper qui est, alors, en vacances au Portugal. Il accepte et rejoint le groupe aux alentours de Noël 1968. L'énergie qu'ils retrouvent leur donne l'idée de reprendre définitivement du service et de rejoindre le Jimi Hendrix Experience au Royal Albert Hall le 18 février 1969. Ils enregistrent l'album un mois plus tard.

## Contenu
As Long As He Lies Perfectly Still est dédié à Kevin Ayers.
Have you ever bean Green? est en fait une chanson des Wilde Flowers. Son titre original est Have You Ever Been Blue?.
Dada Was Here est chanté en espagnol.

## Liste des titres
| 1.  | Pataphysical Introduction – Pt. 1  | Robert Wyatt            | 1:00 |
| 2.  | A Concise British Alphabet – Pt. 1 | Hugh Hopper             | 0:10 |
| 3.  | Hibou, Anemone and Bear            | Mike Ratledge, Wyatt    | 5:58 |
| 4.  | A Concise British Alphabet – Pt. 2 | Hopper                  | 0:12 |
| 5.  | Hulloder                           | Hopper, Wyatt           | 0:52 |
| 6.  | Dada Was Here                      | Hopper, Wyatt           | 3:25 |
| 7.  | Thank You Pierrot Lunaire          | Hopper, Wyatt           | 0:47 |
| 8.  | Have You Ever Bean Green?          | Hopper, Wyatt           | 1:23 |
| 9.  | Pataphysical Introduction – Pt. 2  | Wyatt                   | 0:50 |
| 10. | Out of Tunes                       | Ratledge, Hopper, Wyatt | 2:30 |

| 1. | As Long as He Lies Perfectly Still*         | Ratledge, Wyatt         | 2:30 |
| 2. | Dedicated to You But You Weren't Listening* | Hopper                  | 2:30 |
| 3. | Fire Engine Passing with Bells Clanging     | Ratledge                | 1:50 |
| 4. | Pig                                         | Ratledge                | 2:08 |
| 5. | Orange Skin Food                            | Ratledge                | 1:52 |
| 6. | A Door Opens and Closes                     | Ratledge                | 1:09 |
| 7. | 10.30 Returns to the Bedroom                | Ratledge, Hopper, Wyatt | 4:14 |

* Les deux premiers titres ne font pas partie de la suite Esther's Nose Job, même si la face du disque en porte le nom. Cette information est confirmée par les concerts de Soft Machine lors desquels le groupe n'interprète jamais ces deux morceaux dans la suite.

## Personnel

### Musiciens
Selon le livret inclut avec l'album :
- Mike Ratledge : orgue Lowrey Holiday De Luxe, orgue Hammond sur (3), piano, clavecin (12), flûte sur (3, 10)
- Hugh Hopper : basse, saxophone alto sur (3, 14-16) et guitare acoustique (sur 12)
- Robert Wyatt : batterie, chant, chœurs

### Musicien additionnel
- Brian Hopper : saxophone ténor et soprano